# Малама Андріяш Дмитрович
Андріяш Малама (*до 1680 — †до 1730) — український військовий діяч у добу Гетьманщини, родом із Македонії. Компанійський полковник Війська Запорозького Городового. Засновник роду Малам.

## Біографія
Компанійський полковник македонського походження, близько 1706 року виїхав з Валахії і найнявся на службу до гетьмана Івана Мазепи. Як повідомив Андріяш під час допиту 5 вересня 1709, він приїхав до Батурина:
| «з жоною и з детми... и с полгода при изменнике Мазепе ни в какой службе он не был, а потом он, Мазепа, учинил ево полковником над компанейским полком, в котором полку было под ево командою с шесть сот члвк казаков, и с тем полком служил он при нем, Мазепе, з два года и был в Белой Церкви и в других местах». |
Перед початком антимосковської кампанії, Андріяш зі своїми компанійцями допомагав військам гетьмана ВКЛ Огинського. Він повернувся до Батурина у вирішальний момент кінця жовтня 1708. Іван Мазепа, як довідуємося з його повідомлення на допиті:
| «приказал и ему, полковнику, с полком ево, також и другим полковникам итить за собою; и он по ево повелению с полком своим за ним пошел». |
| «А как де он перешел за Десну,— далі свідчив полковник,— к войску швецкому и хотя увидел он ево, Мазепину, измену, однако ж из за Десны уже уйтить не мог и служил при нем, Мазепе». |
Реалії літа 1709 показували, що Україна програла і подальша боротьба марна. Після Полтавського бою Малама евакуювався до союзного Кримського ханства. Пізніше він з'явився у Бендерах, де бачив умираючого Гетьмана Мазепу. Полковник спробував домовитися із московською владою
і 5 вересня 1709 разом з чигиринським полковником Василем Невінчаним здався на милість московського генерала Волконського. Його прізвищем деякий час спекулювали агенти Петра I, закликаючи запорожців та мазепинців за прикладом полковника Малами припинити подальшу боротьбу і капітулювати.
Згодом Малама опиняється на службі в московській армії. Йому було наказано з полком москалів рушати на завоювання Латвії:
| «маршировать под Ригу, а ис под Риги, по указу покойного гдна генерала фелтмаршала и ковалера графа Шереметева, повелено... маршировать с полком же под Ревель и быть в команде гдна генерала Боура, а от Ревеля командирован... с полком же своим в остров Эзель в крепость Аренсь-Бурх». |
Андріяш Малама згадується охотницьким полковником у 1719, 1726. Помер до 1730 в наданому йому у володіння ще гетьманом Іваном Скоропадським селі Дащенки.
Був одружений з донькою полковника молдавського гусарського полку Іриною Тихонівною Булацель. Їх сини Михайло, Петро та Іван служили в Гетьманщині бунчуковими товаришами. Іван пішов на службу в Угорський гусарський полк, який згодом і очолив.